# I tre sentimentali
I tre sentimentali è un film muto italiano del 1921 diretto da Augusto Genina.

## Trama
L'attrice Soave Santelmi si reca in un paese di montagna per recitare La signora delle camelie. Allo spettacolo accorrono tre modesti funzionari di un piccolo paese vicino: gli anziani capostazione e il ricevitore del registro e il giovane telegrafista. Rapiti dall'attrice, i tre cominciano a scriverle lettere appassionate, firmandosi "I tre sentimentali". Tempo dopo, l'attrice si reca nel loro paese per visitare un castello che dovrebbe fare da scenario di un dramma a lei dedicato; i tre decidono che sia giunto il momento di farsi avanti, mandando il giovane in loro rappresentanza. Ma una tormenta di neve costringe l'attrice a rimanere nel paese; il telegrafista le offre la sua casa e le rivela il suo amore e quello degli altri due funzionari. La donna, lusingata, cede al giovane e la mattina dopo riparte. Al giovane telegrafista rimane il ricordo di una notte da sogno, sulla quale i suoi colleghi non troveranno mai il coraggio di interrogarlo.